# Radio Conga
Radio Conga è un brano musicale del gruppo musicale rock italiano Negrita, pubblicato come singolo nel 2009.

## Il brano
Radio Conga è stato scritto da Fabrizio Barbacci, Enrico Salvi, Paolo Bruni, Cesare Petricich e Franco Li Causi ed è stato incluso nell'album dei Negrita HELLdorado, da cui è stato estratto come secondo singolo, dopo Che rumore fa la felicità?. Il brano è stato reso disponibile per l'airplay radiofonico e per il download digitale a partire dal 9 gennaio 2009.

## Il video
Il video musicale di Radio Conga è stato diretto da Beniamino Catena e prodotto da Paolo Soravia, e trasmesso a partire dal gennaio 2009. Il video alterna alcune sequenze dei Negrita che interpretano il brano dal terrazzo di uno stabile, ad altre in cui si segue la storia di un folto gruppo di gente, che ascoltando una radio si mettono alla ricerca di qualcosa, che li porta ad arrivare fino a dei cunicoli sotterranei.

## Tracce
1. Radio Conga – 4:54

## Classifiche
| Classifica (2009) | Posizione massima |
| ----------------- | ----------------- |
| Italia            | 28                |